# Clémentine Domptail
Clémentine Domptail, née le 7 novembre 1980 à Avignon est une comédienne et auteure française.

## Biographie
Clémentine Domptail se forme dans plusieurs écoles de théâtre. Elle a été particulièrement marquée par celle du Mime Marceau et par les stages intensifs de Vladimir Ananiev (professeur de dramaturgie corporelle au GITIS à Moscou).
Ces formations lui permettent de jouer au cinéma dans La chambre obscure en 1999 et Petite misère aux côtés d’Albert Dupontel et de Marie Trintignant où elle tient le rôle secondaire en 2000.
La télévision lui ouvre ses portes, grâce au téléfilm Mon vrai père réalisé par Dominique Ladoge où elle interprète le rôle principal de Solenn. Elle jouera dans Avocats et Associés en 2005 et dans le téléfilm Je t'aime à te tuer dans le rôle d'Alice. Elle sera reconnue du public par son apparition dans la série Plus belle la vie en 2007 où elle tient le personnage de la sympathique Patricia sœur du juge Estève (interprété par le comédien Franck Borde qui deviendra un très bon ami). Elle fera une réapparition au cœur de l'intrigue principale au début de la saison 6 où elle est le personnage central de plusieurs épisodes en 2009.
Elle a réalisé son premier court métrage de fiction en 2010[source secondaire souhaitée].
Elle travaille en parallèle dans la compagnie de théâtre « El Vaïven »[source secondaire souhaitée].
Elle enregistre des livres Audio, Documentaires, Voice Over... Et vient de réaliser un conte pour enfants Eliazar L'Oiseau Rare[source secondaire souhaitée].

## Filmographie sélective

### Télévision
- 2002 : Mon vrai père de Dominique Ladoge (téléfilm) : Solenn (rôle principal)
- 2005 : Avocats et Associés de Patrice Martineau : Christina Drinis
- 2005 : Je t'aime à te tuer d'Alain Wermus (téléfilm) : Alice
- 2008-2009 : Plus belle la vie (saisons 4-6) : Patricia Estève

### Cinéma
- 1999 : La Chambre obscure de Marie-Christine Questerbert
- 2000 : Petites misères de Philippe Boon et Laurent Brandenbourger ; "caissière Gadget"

### Court Métrage
- 2004 : Kita d'Olivier Cugnon de Sévricourt
- 2009 : L'heure de Thibaut Boidin

### Documentaire
- 2012 : Voix principale de Regard neuf sur Olympia 52, réalisé par Julien Faraut

## Livres audio
- 2020  "Animal" de Sandrine Collette                           Gallimard - Studio LOAD
- 2019  "Amazone" de Jim Fergus                                 Audiolib -Studio Onmycloud
- 2018  « Une autre histoire » de Sarah J. Naughton     Lizzie - Studio Onmycloud
- 2017  «Au fond de l’eau» de Paula Hawkins               Audiolib - Studio Onmycloud
- 2016 « Rêver » de Franck Thilliez                               Audiolib - Studio Quali’Sons
- 2015 « Ca peut pas rater » de Gilles Legardinier        Audiolib - Studio Quali’Sons